# Accidente del bimotor de Taxpa
El accidente del bimotor de Taxpa ocurrió el viernes 6 de octubre de 1972, cuando el Piper PA-31 Navajo de un vuelo chárter de la empresa chilena de taxi aéreo Taxpa, que volaba con destino al aeródromo Robinson Crusoe en el archipiélago de Juan Fernández, se precipitó al océano Pacífico, matando a sus ocho ocupantes.
Pese a que se llevó a cabo un operativo de rescate, no se han hallado restos del accidente hasta ahora.

## Accidente
El avión, que realizaba un vuelo chárter contratado por la «Cooperativa de Pescadores Juan Fernández», había despegado del aeropuerto Los Cerrillos y, según la investigación de la compañía Taxpa, habría hecho una escala en el aeropuerto Rodelillo para cargar combustible, que habría estado contaminado con agua.
El último contacto con el avión fue a las 13:44, cuando el piloto, que había inaugurado los servicios de la empresa Taxpa en 1967, reportó que trabajaba con un solo motor, además de tener problemas con el viento, y pidió ayuda urgente.
Los aviones bimotores de la época efectuaban la ruta entre el continente y el archipiélago en tres horas, por lo que se supuso que la caída del avión se habría producido a mitad de camino entre Valparaíso y el archipiélago, cuando volaba a 6000 pies (1,8 km) de altura y estaba a 180 millas (290 km) de la costa.

## Búsqueda
Se llevó a cabo un operativo de rescate por mar y tierra, el mayor en la historia de la aeronavegación chilena hasta entonces, que estuvo a cargo de aviones de la FACh, un Grumman y un DC-6, el submarino «Thomson» y un buque de la Armada; sin embargo, la búsqueda no tuvo resultados. Hasta ahora, no se han hallado restos del accidente.

## Víctimas
A bordo del avión iban ocho ocupantes —un expiloto de LAN, un suboficial de Carabineros, un enfermero de la Armada y cinco vecinas del archipiélago—, todos desaparecidos:
- Germán Acevedo Salas, piloto
- Víctor Duque Martínez, suboficial de Carabineros
- Eulogio Riveros, enfermero de la Armada
- Carmen Camacho
- Guillermina N. de Araya y sus hijas:
  - Mónica Araya
  - N. Araya, recién nacida
- Varsovia N. de Recabarren